# Santo André de Teixido
Santo André de Teixido é um famoso lugar de peregrinação na Galiza, o qual se acredita que remonta à Idade da Pedra. Nele encontra-se o santuário do mesmo nome.
Está situado na parte leste do concelho de Cedeira, na Serra da Capelada, perto das falésias sobre o mar.

## Ritos em torno à peregrinação
| “ | A Santo André de Teixido vai de morto quem não foi de vivo | ” |

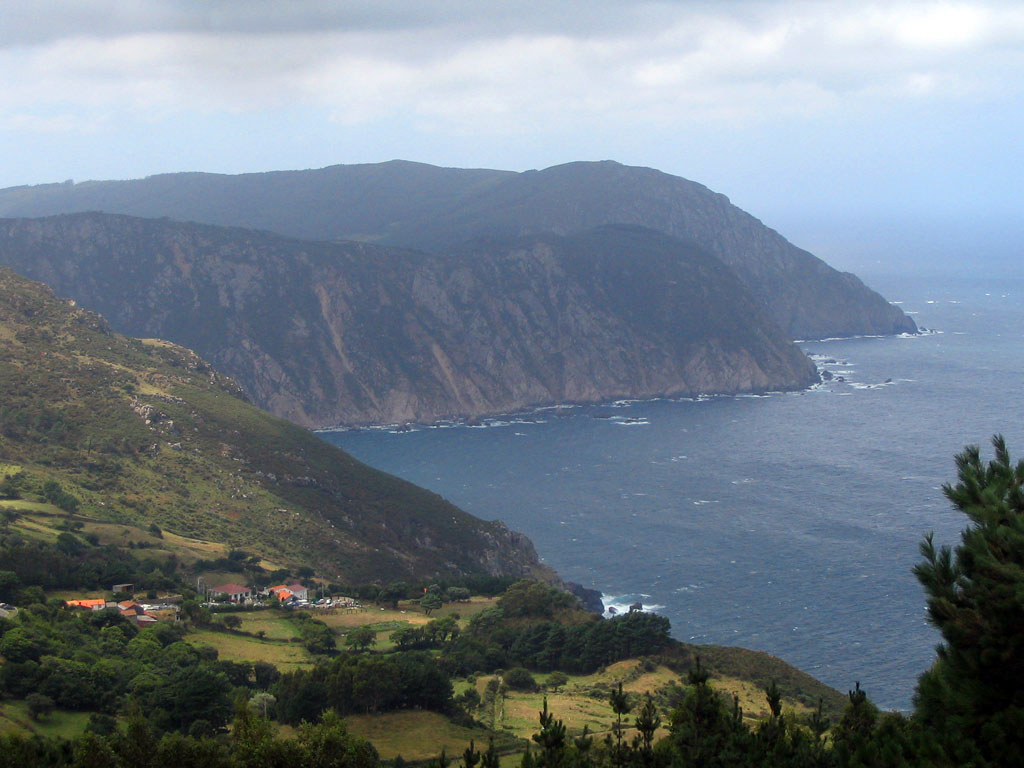
Falésias por Santo André de Teixido

A capela de Santo André é um famoso santuário de peregrinação. Acredita-se que esta tradição de peregrinação remontaria, pelo menos, à Idade do Ferro, quando a cultura castreja
| “ | A espoliação arqueológica dos arredores e, especialmente, as sobrevivências de velhas formas da religiosidade pagã, denunciam a antiguidade dum remotíssimo culto, do qual vários ritos, crenças e superstições desfiguradas, inexplicáveis ou francamente cristianizadas, perduram apesar dos anos transcorridos... | ” |

Apesar da sua antiguidade, o primeiro registro da existência de peregrinação remonta a 1391: 
| “ | mando ir por mim em romaria a Santo André de Teixido, porque lho tenho prometido, e que lhe ponham no altar uma vela do tamanho de uma mulher do meu estado | ” |

Curiosamente, na zona de Cotobade, a Via Látea é chamada de "Caminho de Santo André", e afirma-se que termina acima da capela do santuário.

### A alma do morto levada por familiares

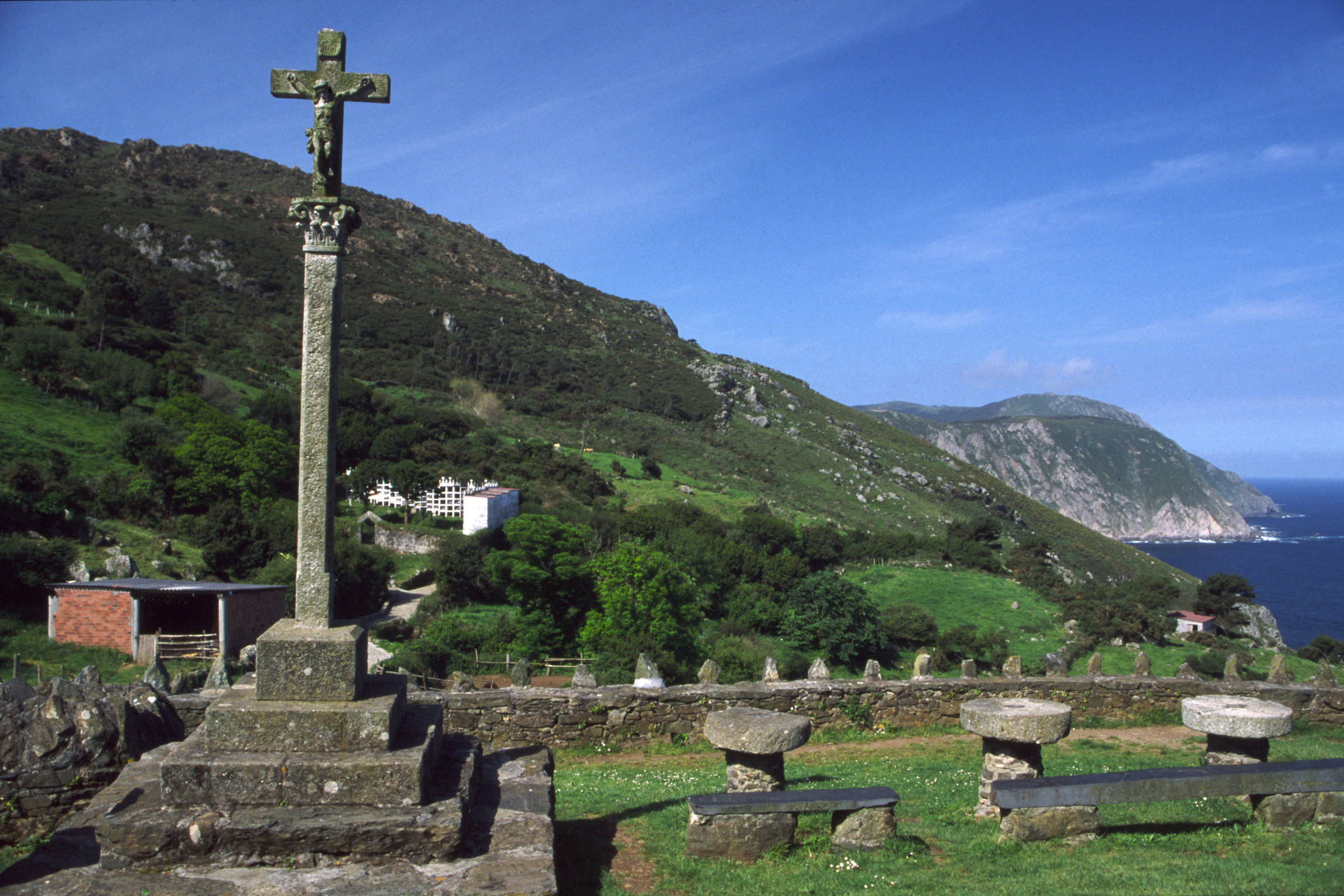
Cruzeiro à entrada da povoação

O oferecido a Santo André e que não foi de vivo, deve ir de morto, e para isso, um jeito de cumprir com a romaria é valer-se da ajuda dos seus familiares vivos acompanhando (normalmente dois) a alma do morto.
Antes de começar a peregrinação, os parentes vão visitar a tumba do defunto, para convidar o seu espírito a fazer a viagem com eles.

### Amilhadoiros
Os romeiros tinham o costume de jogar uma pedra nos  "amilhadoiros"  que se encontram a ambos os lados do caminho (há até 20 amilhadoiros entre o lugar de Veriño e Teixido). Diz a lenda que as pedras do amilhadoiro "falarão" no Juízo Final para dizer quem cumpriu com a promessa de ir a Santo André.

### O pão de Santo André
Com o miolo do pão fazem-se "sanandresiños", figuras representativas da romaria. Inicialmente havia 3 figuras: um homem, uma mulher e uma pomba.

### A fonte dos três canos
A fonte dos três canos, ou "fonte do santo", era consultada sobre se Santo André concederia ou não o pedido. Para isso, era posta uma migalha de pão. Se boiava, era porque o santo atenderia a súplica; se alagava, não havia esperança.
Segundo outra versão, se a migalha de pão boiava, o interessado voltaria de novo a Santo André.

### A erva de namorar
A erva-de-namorar (Armeria pubigera) dá-se nas proximidades de Teixido, e dizem ser boa para solver os problemas de amores.

### O ramo
Uma das tradições consiste em voltar da romaria com o ramo de Santo André. O ramo consiste numa vara de aveleira e, atados nela, vários raminhos de teixo. Também põem no ramo um pouco de "erva-de-namorar".

## O templo

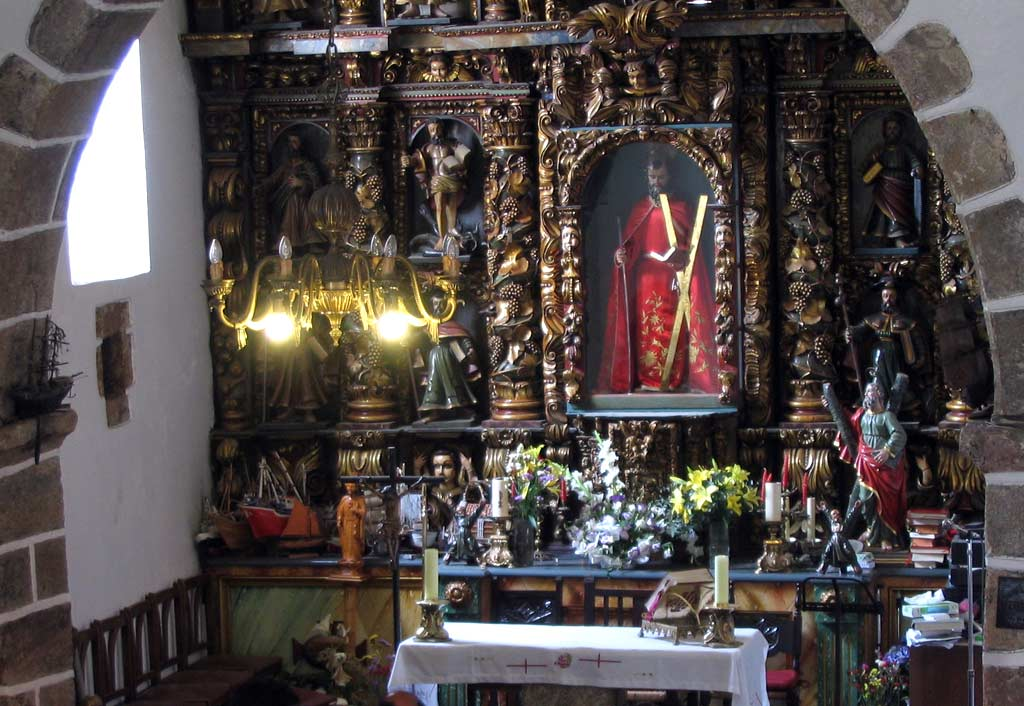
Interior da Igreja

A capela de Santo André é um templo gótico de tipologia marinheira. O elemento que conserva mais antigo é o arco triunfal, de tipo apontado.
As partes mais antigas correspondem à época dos Andrade: a abside que era inicialmente abobadada e a porta lateral composta por um arco conopial de tipo isabelino (próprio do gótico tardio), e que deveu servir de porta principal do templo do século XV ao XVIII.
Este desenho foi complementado com a construção da nova fachada e a torre campanário, terminada em 1781 graças ao aumento dos benefícios produto do auge romeiro da época.

### História
| “ | Igreja pequena, velha e indigna na qual, salvo o retábulo, não existia adorno algum | ” |

O templo tem sua origem num mosteiro do qual se tem constância da sua existência desde o século XII, sob a proteção dos condes de Trava. Em 1196 foi entregue à ordem de São João de Jerusalém, que tinha a sua base em Portomarín. Tempo mais tarde, o templo passou às mãos dos Andrade de San Sadurniño (família da qual se conservam seus escudos na fábrica, junto com a cruz dos cavaleiros de Jerusalém e a legenda D SAN IVAN).
Esta dupla dependência do santuário configurou-se como uma fonte de conflitos para o controlo das ganâncias romeiras, como o longo litígio pelos dízimos entre os Andrade e o priorado de Portomarín. Contraditoriamente, esta instabilidade coincidiu com uma bonança econômica do santuário, materializada na construção do retábulo barroco em 1624, chegando à reedificação do presbitério em 1665 e da nave em 1785.
Em 1970 foram descobertas pinturas murais com a representação do martírio de Santo André.

## Lugares de interesse
Além da capela de Santo André, têm também interesse a Fonte do Santo e o miradouro natural de Vixía da Herbeira, por cima das falésias que, com os 620 metros de altura, têm a maior queda sobre o mar de toda a Europa.

### Curro da Capelada
O curro da Capelada é uma "rapa das bestas" que se celebra perto de Santo André de Teixido, no Monte da Pena Toxosa, o último domingo de Junho.

## Galeria de imagens

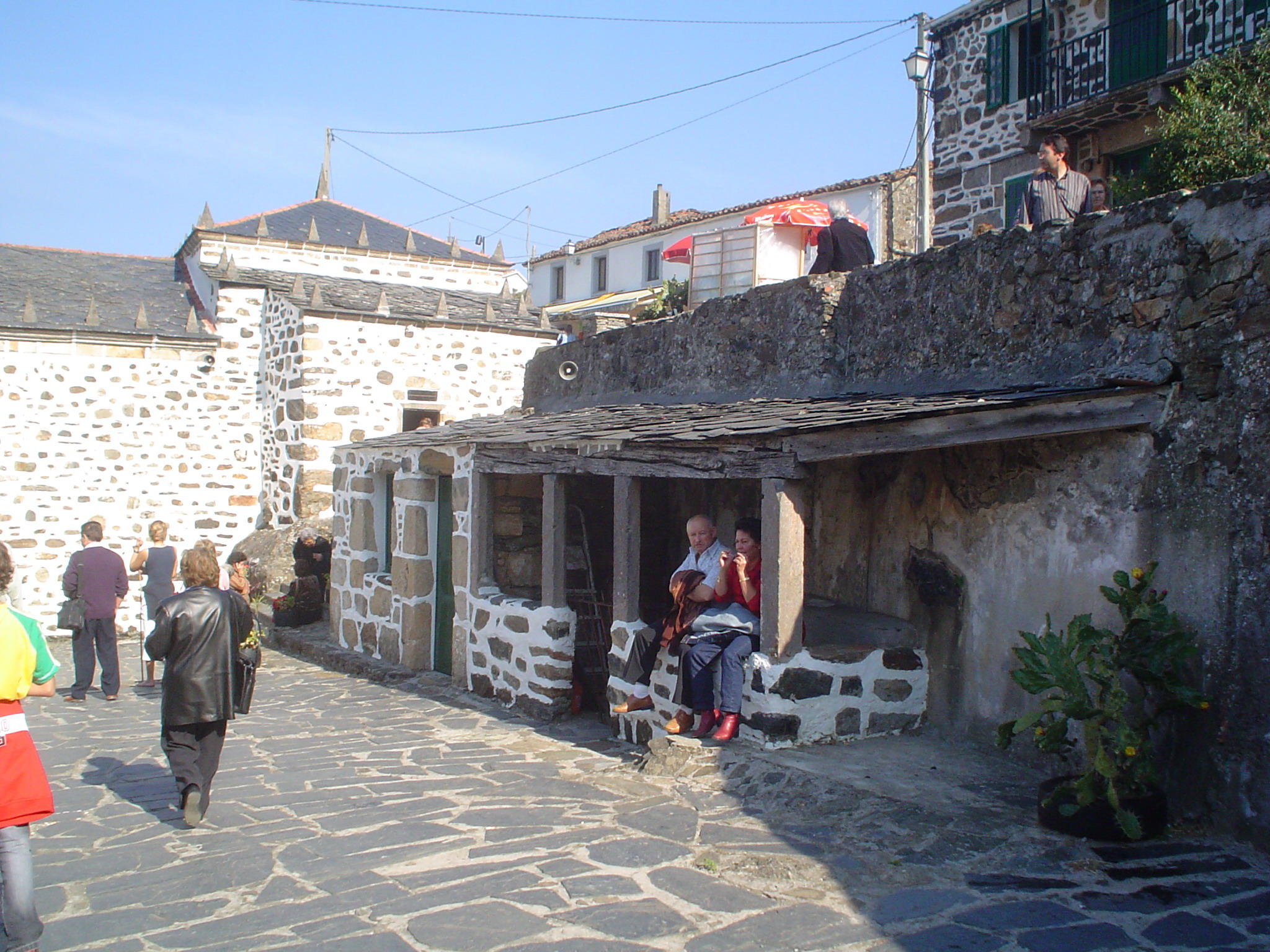
Entrada para o santuário de Santo André de Teixido
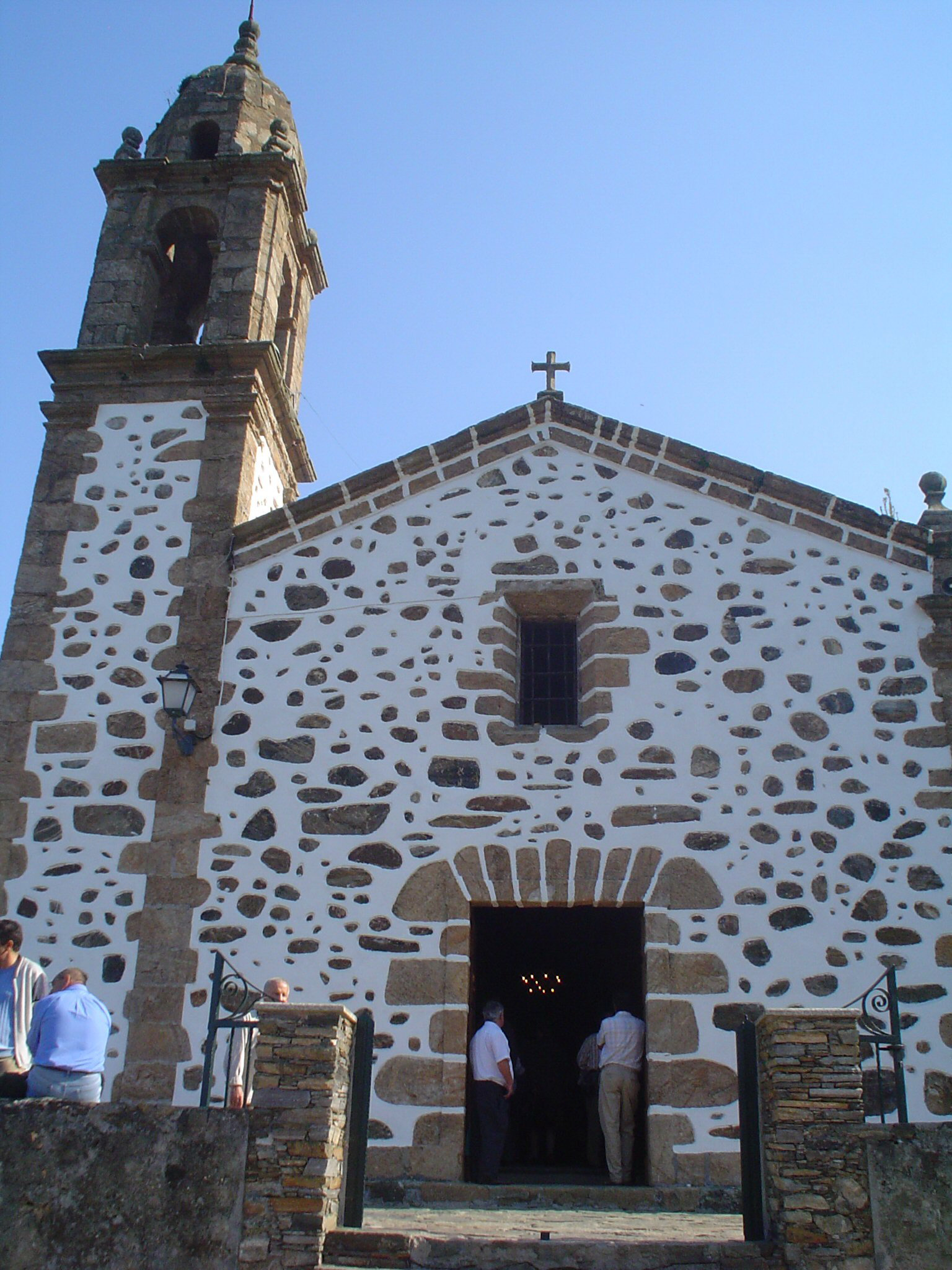
Igreja de Santo André de Teixido
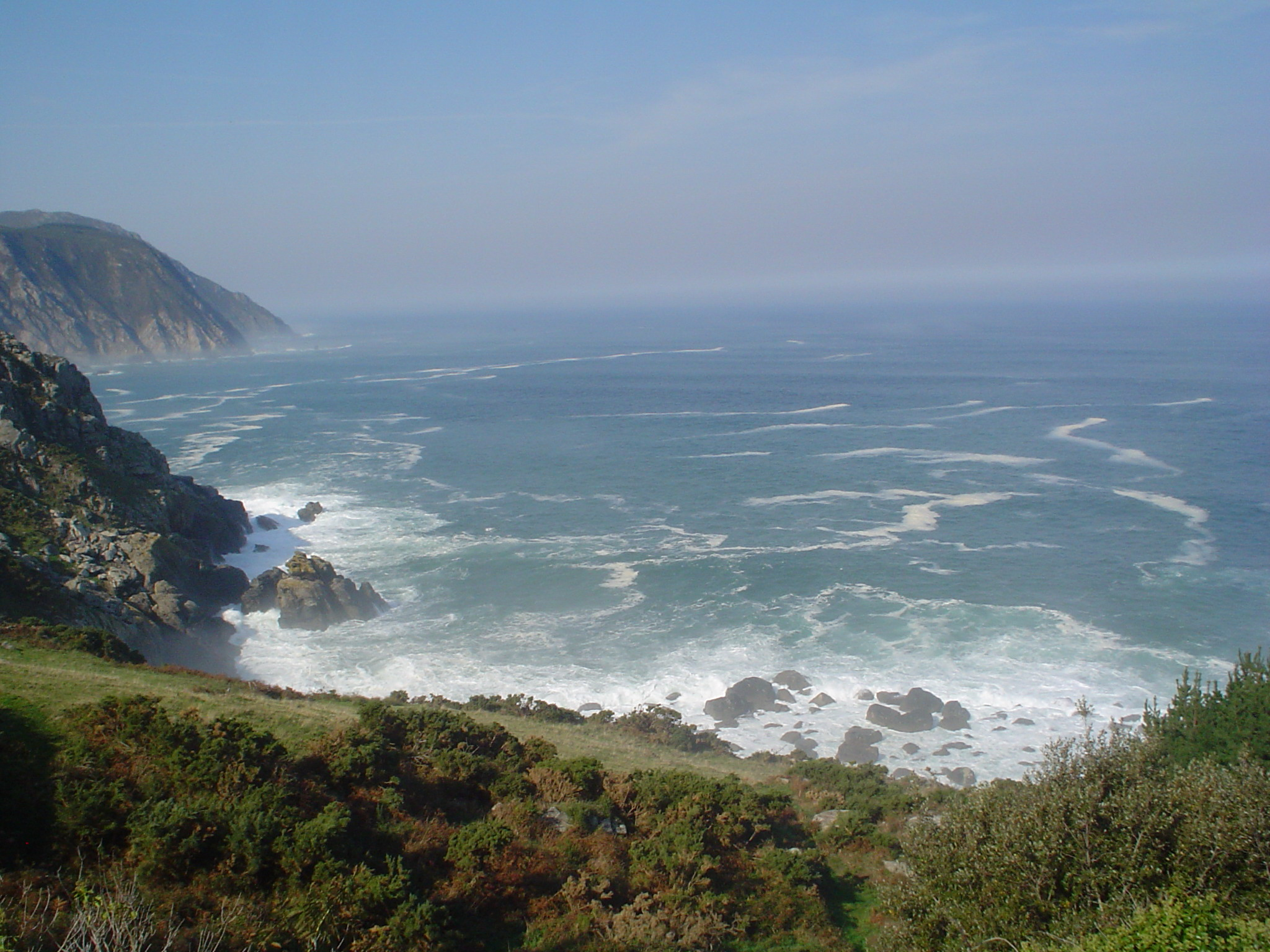
Baixando as falésias em Santo André
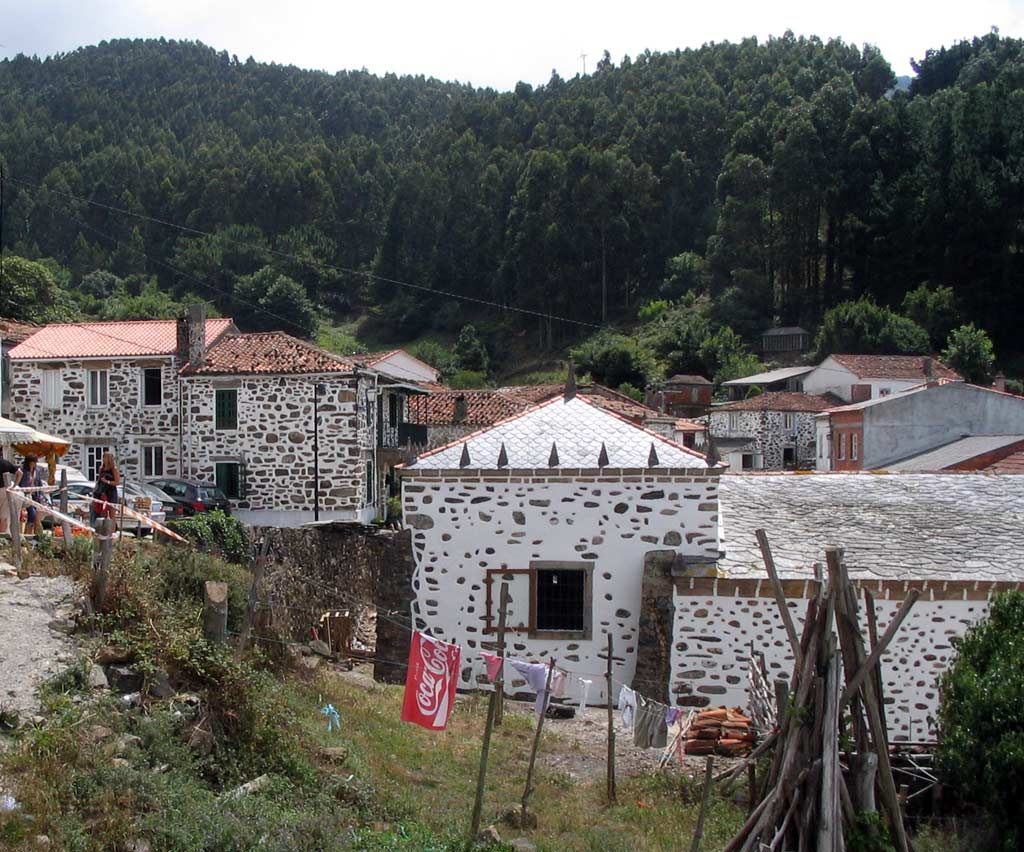
A povoação
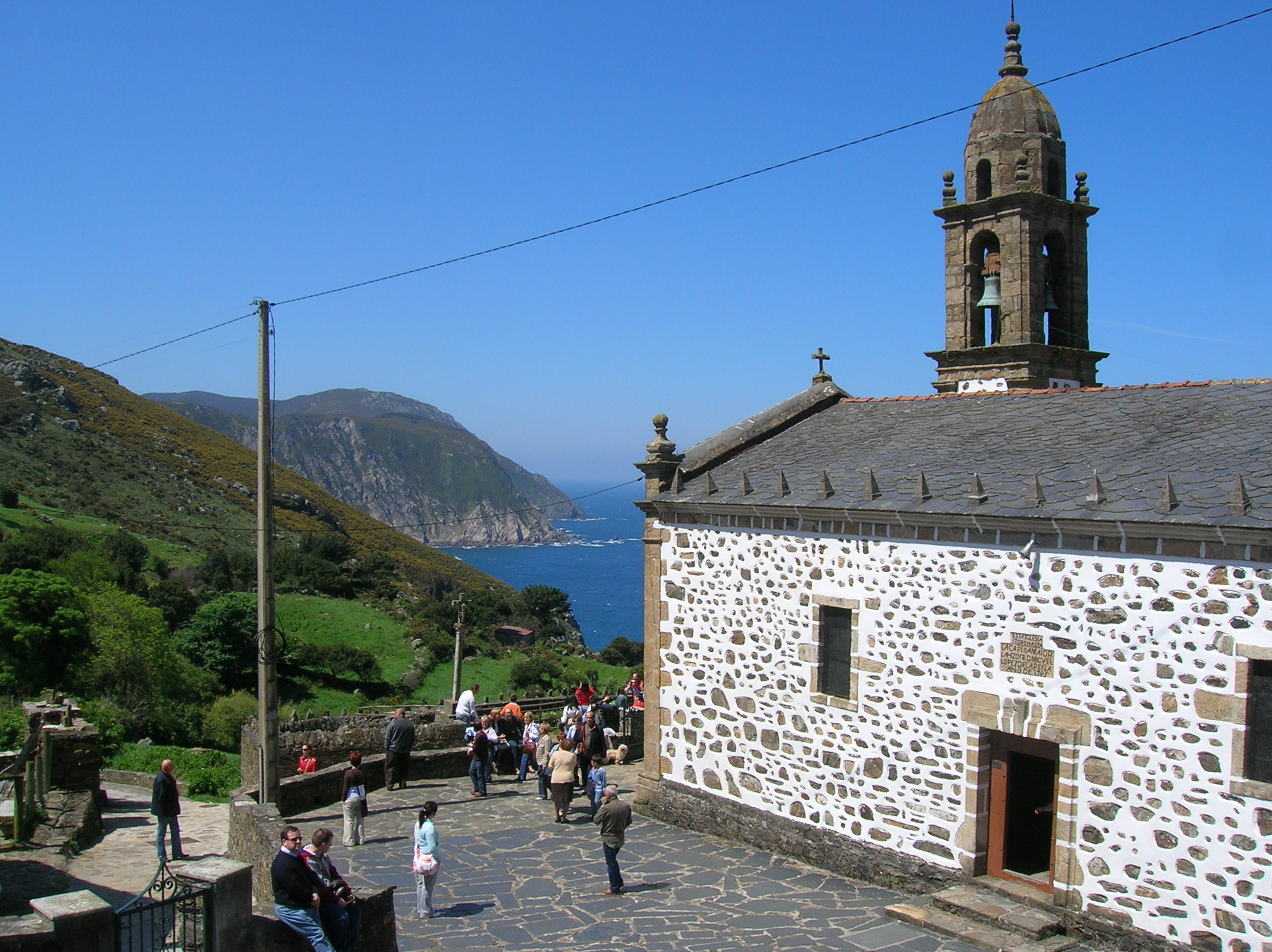
Santuário
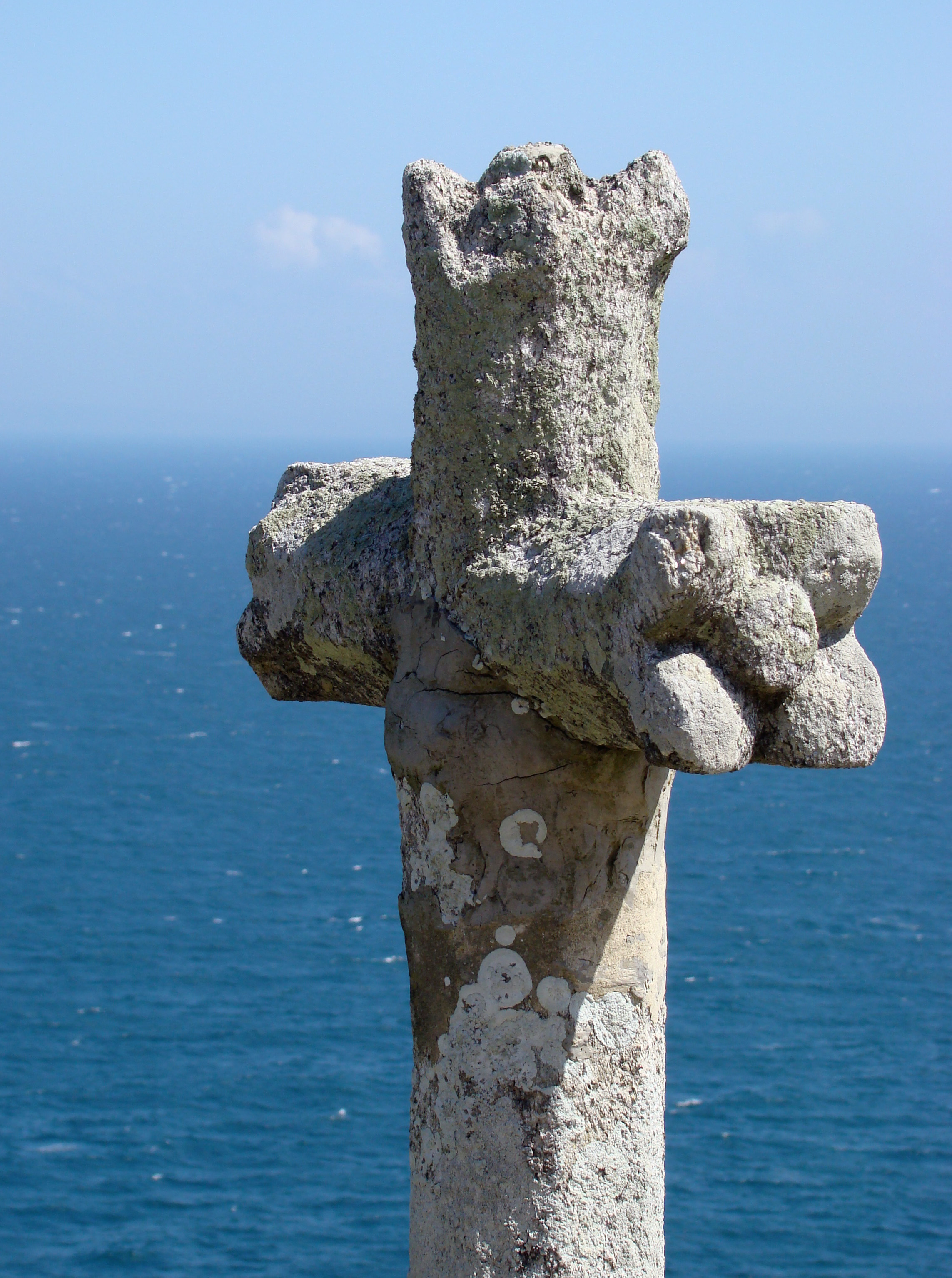
Pormenor do cruzeiro